# Park Chung-hee
Park Chung-hee, född 14 november 1917 i Kibi (nuvarande Gumi), Norra Gyeongsang, död 26 oktober 1979 i Seoul (mördad), var en sydkoreansk general och politiker. Han var Sydkoreas ledare och diktator från 1961 (president från 1963) till sin död.

## Biografi
Park Chung-hee föddes i en fattig bondefamilj i Norra Gyeongsang då Korea var en japansk koloni. Vid krigsutbrottet mellan Kina och Japan 1937 valde han att gå med i Manchukuos kejserliga armé och fortsatte sedan sina militära studier i Japan. Efter Sydkoreas självständighet 1945 fortsatte han sin militära karriär i den sydkoreanska armén. I maj 1961 ledde han tillsammans med Kim Jong-pil i en statskupp som avsatte den demokratiskt valda regeringen och 1963 valdes han formellt till Sydkoreas president.
Park Chung-hees styre präglades av en snabb industrialisering av det tidigare underutvecklade landet, något som ledde till att Sydkorea kunde mäta sig med grannen i norr i fråga om ekonomisk utveckling. Regimen kom dock att präglas av en starkt auktoritär profil, och under de sista åtta åren av hans regim var Sydkorea i praktiken en militärdiktatur. Även det tidigare i militär och ekonomisk kapacitet överlägsna Nordkorea var oroat av tanken på ett starkt Sydkorea, och efter åtskilliga attentats- och kuppförsök från såväl nordkoreanskt som internt håll mördades Park Chung-hee av underrättelseofficeren Kim Jaegyu 1979. Politiskt bidrog Park Chung-hee till att öka den redan spända stämningen mellan de två djupt kluvna nationerna, men verkade för den militära avspänning som präglat halvön sedan Koreakrigets slut 1953.
Park Chung-hee gifte sig 1937 Kim Ho-nam. Äktenskapet slutade i skilsmässa 1949. Park gifte 1950 om sig med Yok Young-soo, som mördades 1974 av nordkoreanska agenter i ett attentat riktat mot maken. Deras dotter Park Geun-hye (född 1952) fyllde därefter rollen som landets första dam till faderns död. Park Geun-hye valdes 1998 till Sydkoreas nationalförsamling och 2012 till Sydkoreas president, men avsattes i mars 2017 – ett knappt år innan mandatperiodens slut – efter en omfattande korruptionsskandal som involverade Choi Soon-sil, dotter till Parks vän, mystikern Choi Tae-min.
Enligt Jaegyus vittnesmål under rättegången mot honom 1979 skulle Choi Tae-mins inflytande över presidenten och dennes dotter ha varit ett motiv till dennes beslut att mörda Park.